# Burlington (Wyoming)
Burlington – miasto w Stanach Zjednoczonych, w stanie Wyoming, w hrabstwie Big Horn.